# マーキュリー・アトラス9号
マーキュリー・アトラス9号（マーキュリー・アトラス9ごう、Mercury-Atlas 9）は、アメリカ合衆国がマーキュリー計画で打ち上げた最後の有人宇宙船。コールサインはフェイス7 (Faith 7)。
1963年5月15日にケープカナベラル空軍基地より打ち上げられた。

## ミッションハイライト
前回のマーキュリー・アトラス8号（シグマ7）の飛行がほぼ完璧な成功であったため、NASAはこのまま計画を続けて余計な事故を起こすよりも、次の段階であるジェミニ計画（2人乗り宇宙船）に移行しようと考えた。
しかし、有人飛行センター（現在のジョンソン宇宙センター）の見解は異なっていて、ソ連の一人乗り宇宙船であるヴォストークは1日以上の飛行を既に実現してるのだから、マーキュリー計画（1人乗り宇宙船）でもソ連と同レベルの飛行を実現すべきだと考えた。
1962年9月には、NASAはマクドネル・エアクラフト社にマーキュリー計画の宇宙船が1日以上の飛行に耐え得る様に改造する事を依頼した（潜望鏡や余分な推進装置を削減し、バッテリーと酸素タンクを追加）。

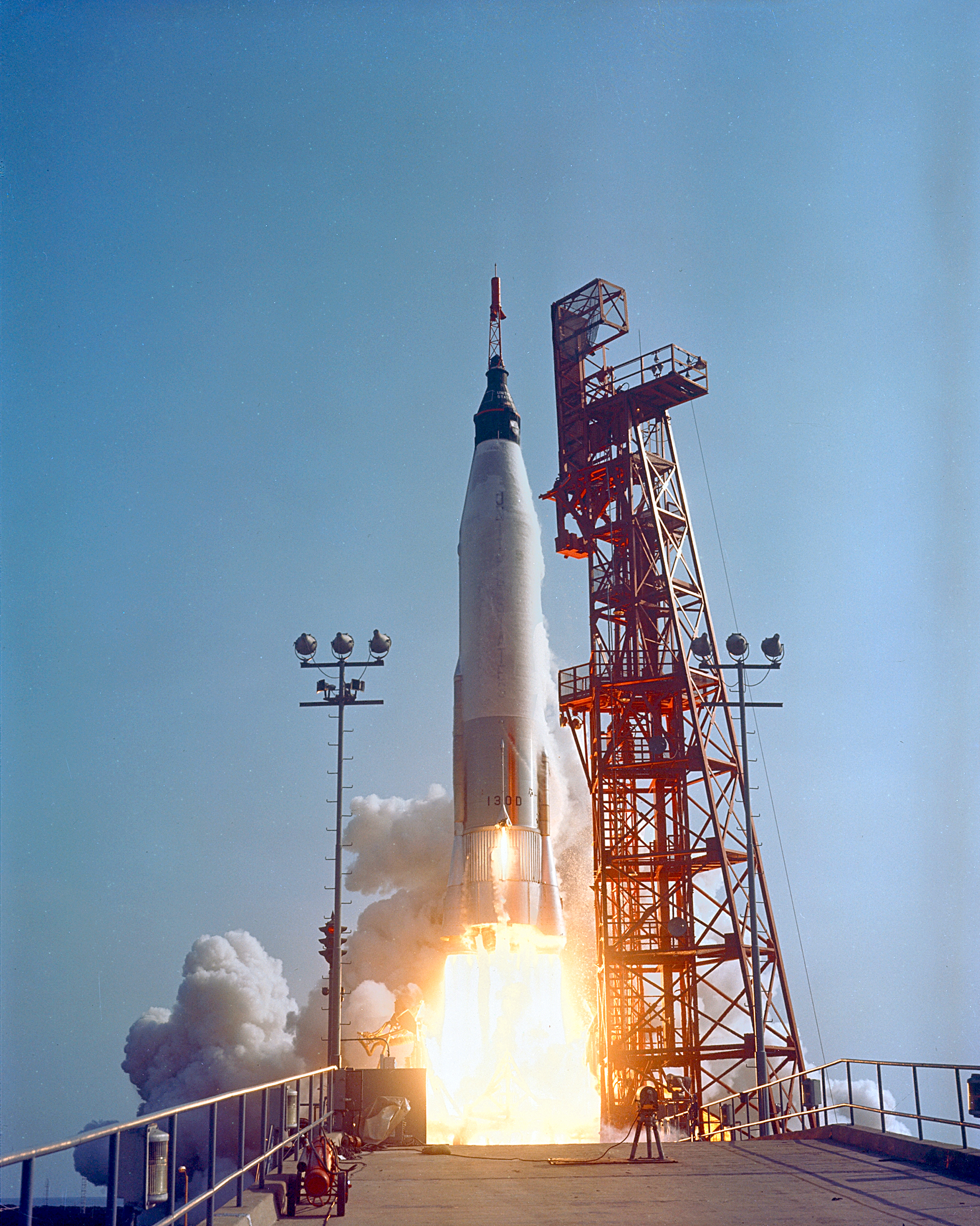
Lift off of MA-9

1962年11月にゴードン・クーパーがパイロットに、アラン・シェパードがバックアップに選ばれた。
マーキュリー・アトラス9号は北緯32.5度から南緯32.5度までの世界のほとんどの地域を飛行することになるため、28隻の船舶、171機の航空機、18,000人もの技術者によるサポート体制が敷かれた。5月14日に予定されていた打ち上げは、バミューダ海域のレーダー故障により15日に延期された。

## 飛行中のトラブル
打ち上げ後、9周目の地球軌道飛行中にトラブルの兆候が現れ始めた。宇宙船の重力計が0.05g (0.5 m/s²) を指示した。これは宇宙船が減速していずれ大気圏に突入することを示すのだが、計器の故障であることが判明した。20周目には高度計が故障し、21周目には250ボルトのメインインバーターのショートが発生し、自動姿勢制御装置が停電した。
21周目に歩哨船 (Coastal Sentry Quebec) に乗って日本の九州付近を航行中であったジョン・グレンが、無線で逆推進操作用の改訂版チェックリストの準備を手伝った（システムの故障で、手動操作が大量に追加されたため、チェックリストの改訂が必要になった）。当時は通信衛星がなく、無線の中継が出来なかったため、21周目で宇宙船と通信が可能だったのはハワイとザンジバルだけであったが、通信状態は良好であった。
船内と宇宙服の二酸化炭素濃度が上昇する問題も発生し、ザンジバル通過中の交信ではクーパーが「問題が雪だるま式に膨れ上がっている」と報告しているが、これらの山積する問題の中にあっても、クーパーは終始冷静に対応していた。21周目の最後にクーパーは再びグレンと交信し、チェックリストの実行完了を報告した。グレンが逆推進ロケット点火の10秒カウントダウンをし、クーパーは34度の機首下げ姿勢を取りながら逆推進ロケットを点火した。
15分後、第一回収船 (USS Kearsarge) から6kmの地点に着水した。数々の問題があったにもかかわらず、その当時では最も正確に予定地点へ着水することが出来た。
マーキュリー・アトラス9号でトラブルが頻発したため、マーキュリー計画の飛行をもう一度行うかどうかが検討された。アラン・シェパードによるマーキュリー・アトラス10号が1963年10月に打ち上げられ、3日間で地球を48周する予定であったが、NASAはジェミニ計画への移行を決定したため、打ち上げられることはなかった。
マーキュリー計画はここに終了することになった。

## 宇宙船の展示場所

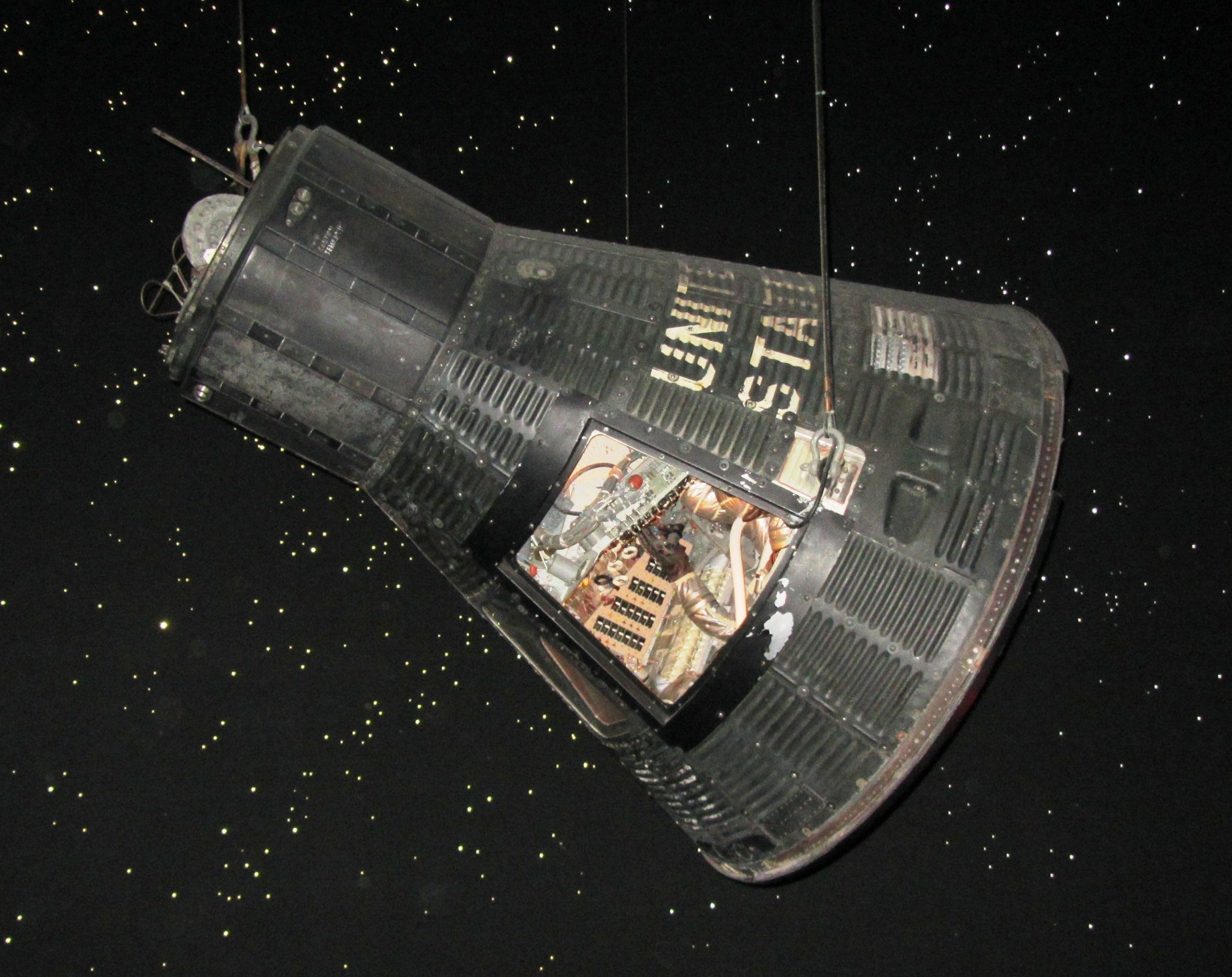
ジョンソン宇宙センターに展示されているフェイス7

フェイス7はテキサス州ヒューストンのジョンソン宇宙センターに展示されている。